# Città di Ipswich
La città di Ipswich è una Local Government Area che si trova nel Queensland. Si estende su una superficie di 1203,7 chilometri quadrati e ha una popolazione di 166.904 abitanti. La sede del consiglio si trova a Ipswich.